# Yan Dingxian
Yan Dingxian (xinès simplificat: 严定宪, pinyin: Yán Dìngxiàn; Wuxi, Jiangsu, setembre del 1936 - ?, 26 de desembre del 2022) va ser un animador i director de cinema xinés, format a l'estudi de cinema d'animació de Shanghai.
Prominent director, ha dirigit pel·lícules com Nezha Nao Hai, i diverses pel·lícules protagonitzades per Sun Wukong. També va ser un teòric de l'animació de la Xina, i director de l'estudi de Shanghai durant la crisi dels anys huitanta i noranta.